# Robert Purvis
Robert Purvis (Charleston, 4 agosto 1810 – Filadelfia, 15 aprile 1898) è stato un attivista e un abolizionista statunitense di origini marocchine. Fu probabilmente educato alla Amherst Academy, una scuola secondaria a Amherst, Massachusetts. Ha trascorso la maggior parte della sua vita a Filadelfia, Pennsylvania. Nel 1833 fondò la American Anti-Slavery Society e la Library Company of Colored People. Dal 1845 al 1850 fu presidente della Pennsylvania Anti-Slavery Society e si recò in Gran Bretagna per ottenere il sostegno per il movimento abolizionista.

## Biografia
Di razza mista, Purvis e i suoi fratelli erano per tre quarti europei di discendenza ed ereditarono una notevole ricchezza dal padre britannico di origini dopo la sua morte nel 1826. I genitori di Purvis avevano vissuto in un matrimonio di common law, a cui era stato impedito di sposarsi perché sua madre era una razza mista, donna libera di colore, di origine dell'Africa subsahariana, ebrea e marocchina. I figli scelsero di identificarsi con la comunità nera e usarono la loro istruzione e ricchezza per sostenere l'abolizione della schiavitù e le attività antischiaviste, nonché progetti di istruzione per aiutare l'avanzata degli afroamericani.

### Primi anni di vita
Purvis nacque nel 1810 a Charleston, Carolina del Sud. I suoi nonni materni erano Dido Badaraka, una ex schiava, e Baron Judah, un nativo ebreo americano di Charleston. Sua madre, Harriet Judah è nata una donna libera di colore. Il padre di Purvis era un immigrato dalla Gran Bretagna.
Da adulto Purvis raccontò a un giornalista della sua famiglia. Sua nonna materna, Badaraka, fu rapita all'età di 12 anni dal Marocco dove era già schiava, fu poi trasportata in Carolina del Sud su una nave di schiavi e venduta come schiava in India. La descriveva come una donna di carnagione scura con capelli strettamente arricciati, molto probabilmente era di origine africana subsahariana, come evidenziato dal suo nome e dalla sua descrizione fisica. Fu liberata all'età di 19 anni per volontà del suo padrone. Il padre di Harriet era Baron Judah, nato a Charleston di origine ebraica tedesca e ispano-portoghese. Baron era il terzo di dieci figli nati da Hillel Judah, un immigrato ebreo tedesco, nativo di Charleston e di Abigail Seixas, sua moglie ebrea ispano-portoghese.
Purvis disse al giornalista che i suoi nonni Badaraka e Judah si erano sposati. Questa affermazione è stata messa in discussione dai biografi del XXI secolo, data l'importanza sociale della famiglia Judah a Charleston. I genitori di Judah possedevano schiavi. In ogni caso Badaraka e Judah ebbero una relazione per diversi anni ed ebbero due figli, Harriet e suo fratello. Nel 1790 Judah interruppe la sua relazione con Badaraka quando si trasferì con i suoi genitori da Charleston a Savannah, in Georgia. Nel 1791 si trasferì a Richmond, Virginia. Lì sposò una donna bianca ebrea ed ebbero quattro figli.
William Purvis era del Northumberland. Suo padre morì quando era un bambino e sua madre si trasferì a Edimburgo per l'educazione dei suoi figli. Emigrò negli Stati Uniti da giovane con alcuni dei suoi fratelli per fare fortuna. William divenne un ricco venditore di cotone a Charleston e fu un cittadino naturalizzato degli Stati Uniti.
William Purvis e Harriet Judah vivevano insieme come marito e moglie, ma la legge razziale impediva il loro matrimonio. La coppia ebbe tre figli: William, nato nel 1806; Roberto, nato nel 1810; e Joseph, nato nel 1812. Nel 1819 la famiglia si trasferì a nord, a Filadelfia, in Pennsylvania, dove i ragazzi frequentarono la Clarkson School della Pennsylvania Abolition Society. William intendeva consolidare i suoi affari e tornare con la sua famiglia in Gran Bretagna, dove pensava che i suoi figli avrebbero avuto migliori opportunità. Morì nel 1826 prima che potessero muoversi.
Purvis intendeva che i suoi figli fossero educati come gentiluomini e Robert e Joseph Purvis probabilmente frequentarono la Amherst Academy, una scuola secondaria ad Amherst, nel Massachusetts. Non ci sono prove che sia Robert o Joseph Purvis abbiano frequentato l'Amherst College, un errore comune. I cataloghi dal 1820 dell'Amherst College non li elencano come iscritti. I fratelli tornarono a Filadelfia, dove la loro famiglia era tra l'élite nera. Dopo la morte del padre, Purvis e i suoi due fratelli condivisero una proprietà del valore di 250.000 dollari. Nel 1828 il fratello maggiore William morì di tubercolosi. Robert e Joseph ereditarono maggiori quote della proprietà; usarono la loro ricchezza per sostenere il loro attivismo politico e il servizio pubblico.

### Matrimonio e famiglia

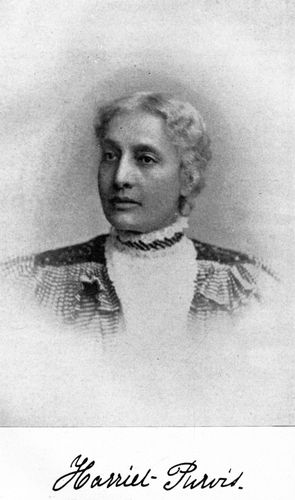
Harriet Forten Purvis (1810-1875), presa nel 1874

Nel 1832 Purvis sposò Harriet Davy Forten, una donna di colore e figlia del ricco velaio James Forten e di sua moglie Charlotte, entrambi eminenti abolizionisti e leader a Filadelfia. Come i suoi genitori e fratelli, Harriet Forten Purvis era attiva in gruppi antischiavist in città, tra cui la interrazziale Philadelphia Female Anti-Slavery Society.
I Purvis ebbero otto figli, tra cui Charles Burleigh Purvis (1841-1926), che divenne chirurgo e professore per 30 anni nella scuola di medicina della Università Howard. Inoltre la coppia crebbe la nipote di Harriet, Charlotte Forten Grimké, dopo la morte della madre. Nella sua vita successiva, Harriet Forten Purvis tenne conferenze pubbliche contro la segregazione e per il suffragio allargato per tutti i cittadini.
Dopo la morte di Harriet Purvis sposò Tacie Townsend, che era di origine europea, di Byberry Township, ora Filadelfia Nordest, dove Purvis si era trasferito dove Purvis si era trasferito dopo che le rivolte di 3 giorni avevano minacciato la sua sicurezza. Come personaggio pubblico fu criticato per questo matrimonio, sia dai bianchi che dai neri che si preoccupavano della linea del colore.

### Vita politica
Nel 1833 Purvis aiutò l'abolizionista William Lloyd Garrison a fondare l'American Anti-Slavery Society a Filadelfia e firmò la sua "Dichiarazione dei sentimenti". Vivendo per quasi il resto del XIX secolo, Purvis fu l'ultimo membro sopravvissuto della società. Nello stesso anno aiutò a fondare la Library Company of Colored People, modellata sulla Library Company di Philadelphia, un'organizzazione in abbonamento. Con il supporto di Garrison, nel 1834, Purvis si recò in Gran Bretagna per incontrare i principali abolizionisti.
Nel 1838 redasse l'"Appello di quarantamila cittadini minacciati di privazione del diritto di voto", che sollecitava l'abrogazione di un nuovo emendamento costituzionale statale che privava dei diritti civili gli afroamericani liberi. C'erano tensioni e paure diffuse tra i bianchi in seguito alla ribellione degli schiavi di Nat Turner del 1831 in Virginia. Sebbene la Pennsylvania fosse uno stato libero che aveva abolito la schiavitù, i legislatori statali persistettero nell'approvare questo emendamento per limitare i diritti politici dei neri liberi. Gli uomini liberi di colore in Pennsylvania non riacquistarono il suffragio fino a dopo la ratifica del XV emendamento nel 1870, in seguito alla guerra civile.
Dal 1845 al 1850 Purvis fu presidente della Pennsylvania Anti-Slavery Society, un'organizzazione birazziale. Come sostenitore della Underground Railroad, Purvis fu presidente del General Vigilance Committee dal 1852 al 1857, che diede aiuto diretto agli schiavi fuggitivi. Purvis stimò che dal 1831 al 1861 aiutò uno schiavo al giorno a raggiungere la libertà, aiutando un totale di oltre 9.000 schiavi a fuggire verso il nord. Usò la propria casa, allora situata fuori città, a Byberry Township, come stazione della Underground Railroad. Uno di questi schiavi era Madison Washington, che Purvis ospitò durante la sua fuga in Canada. Purvis costruì la Byberry Hall ai margini del campus di proprietà dei quaccheri, il Byberry Friends Meeting. La Byberry Hall, che esiste ancora oggi, ospitava oratori contro la schiavitù e si trovava dall'altra parte della strada rispetto alla casa di Purvis. Tra gli africani schiavi che aiutò c'era Thomas J. Dorsey, che divenne uno dei tre migliori ristoratori di Filadelfia nel XIX secolo. Purvis era un amico sia di Thomas che di suo figlio William Henry Dorsey, che era un artista e collezionista di storia nera. William compilò centinaia di album di ritagli sulla storia dei neri durante il XIX secolo e costruì una collezione che allestì nella sua casa di Filadelfia.
Purvis sostenne molte cause progressiste oltre all'abolizione. Con Lucretia Mott sostenne i diritti delle donne ed il suffragio. È stato membro dell'American Equal Rights Association mentre la Mott era presidente. Purvis partecipò anche alla riunione di fondazione della Pennsylvania Woman Suffrage Association.
Ha sostenuto la temperanza e simili questioni sociali. Credeva nei gruppi integrati che lavorano per un maggiore progresso per tutti. Alla fine della guerra civile, che ottenne l'emancipazione degli schiavi e il suffragio per gli uomini neri, Purvis aveva raggiunto la cinquantina e divenne meno attivo negli affari politici.

### Rivolta in Lombard Street
I cattolici irlandesi, spesso in competizione per i lavori meno remunerativi, non qualificati e umili, percepivano i residenti afroamericani di successo nella città come ostentatori del loro successo. Gli immigrati hanno espresso le loro frustrazioni e gelosia in vari attacchi contro i neri.
Il 1 agosto 1842 iniziò una rivolta razziale durata tre giorni. I rivoltosi, per lo più irlandesi, appiccarono incendi e attaccarono i vigili del fuoco e la polizia mentre si dirigevano verso la casa di Purvis, dove protestarono fuori per quaranta ore. Secondo quanto riferito, Purvis e la sua casa furono salvati dalla folla irlandese esclusivamente grazie all'intervento di un prete cattolico.

## Morte ed eredità
Nessuno dei figli maggiori di Purvis sopravvisse alla guerra civile americana. Sia William P. Purvis (1832-1857) che Robert Purvis (1834-1862) furono sepolti nel cimitero di Byberry nel nord-est di Filadelfia. Quando il cimitero della St. Thomas African Episcopal Church fu chiuso, dove sua madre era stata sepolta nel centro di Filadelfia, Purvis fece trasferire i suoi resti al Fair Hill Burial Ground nel quartiere di Fairhill a Filadelfia. Sua moglie (1810-1875) e la figlia Georgianna (1848-1877) che erano morte di consunzione furono sepolte qui, come lui nel 1898.
I suoi sforzi abolizionisti sono commemorati dallo stato della Pennsylvania e dal National Park Service.